# Manzano Springs, Novi Meksiko
Manzano Springs je popisom određeno mjesto u okruzima Bernalillu i Torrance u američkoj saveznoj državi Novom Meksiku. Prema popisu stanovništva SAD 2010. ovdje je živjelo 137 stanovnika. Dio je albuquerqueanskog metropolitanskog statističkog područja.

## Zemljopis
Nalazi se na 34°57′40″N 106°14′25″W / 34.96111°N 106.24028°W. Prema Uredu SAD-a za popis stanovništva, zauzima 5,9 km2 površine, sve suhozemne.
Prostire se na sjeverozapadu okruga Torrance i proteže se zapadno u jugoistočni dio okruga Bernalilla. Glavna prometnica kroz Manzano Springs je državna cesta Novog Meksika br. 222.

## Stanovništvo
Prema podatcima popisa 2010. ovdje je bilo 137 stanovnika, 67 kućanstava od čega 36 obiteljskih, a stanovništvo po rasi bili su 81,0% bijelci, 0,0% "crnci ili afroamerikanci", 1,5% "američki Indijanci i aljaskanski domorodci", 1,5% Azijci, 0,0% "domorodački Havajci i ostali tihooceanski otočani", 10,2% ostalih rasa, 5,8% dviju ili više rasa. Hispanoamerikanaca i Latinoamerikanaca svih rasa bilo je 20,4%.